# Jan Zielęcki
Jan Zielęcki z Zielęcina – starosta bydgoski w latach 1666–1674.
Odegrał dość ważną i pozytywną rolę podczas rokoszu Lubomirskiego. Wysłany przez króla Jana Kazimierza w poselstwach do magnatów wielkopolskich (zwłaszcza Leszczyńskich) zdołał nakłonić ich do lojalności względem dworu.